# Munizipalität Gori
Die Munizipalität Gori (georgisch გორის მუნიციპალიტეტი, Goris munizipaliteti) ist eine Verwaltungseinheit (etwa entsprechend einem Landkreis) in der Region Innerkartlien im zentralen Teil Georgiens.

## Geografie
Verwaltungssitz der Munizipalität ist die Stadt Gori, die seit 2014 selbst nicht mehr zur Munizipalität gehört, sondern als Haupt- und mit 48.143 Einwohnern größte Stadt der Region Innerkartlien dieser nun direkt unterstellt ist. Die Fläche beträgt 1352 km².
Im Norden wird die Munizipalität Gori de jure von der Munizipalität Dschawa, im Nordosten von der Munizipalität Achalgori, im Südosten von der Munizipalität Kaspi, im Süden von den Munizipalitäten Zalka und Bordschomi der Region Samzche-Dschawachetien sowie im Westen von der Munizipalität Kareli begrenzt.
De facto gehört der nördliche, an die Munizipalitäten Dschawa und Achalgori grenzende Teil der Munizipalität als Rajon Zchinwali und rajonunabhängige Stadt Zchinwali zu der nur von wenigen Staaten anerkannten Republik Südossetien (wie auch die Munizipalitäten Dschawa und Achalgori als Rajone Dsau und Leningori sowie der Nordteil der Munizipalität Kareli als Rajon Snaur). Ein bedeutender Teil dieses Gebietes mit 19 damals überwiegend von Georgiern bewohnten Dörfern in 6 Gemeinden (Beloti, Berula, Kemerti, Ksuissi, Kurta und Wanati; zusammen 13.320 Einwohner 2002; in dieser Zeit als Munizipalitäten Eredwi und Kurta zusammengefasst) war bis zum Kaukasuskrieg 2008 unter georgischer Kontrolle, wurde dann aber von südossetischen Kräften eingenommen. Die Orte wurden dabei weitgehend zerstört.

## Bevölkerung und Verwaltungsgliederung
Die Munizipalität hat innerhalb des von Georgien kontrollierten Teils 77.549 Einwohner (2014).
Bevölkerungsentwicklung
Anmerkung: Volkszählungsdaten. Stadt Gori von 1950 bis in die 1990er-Jahre aus Rajon ausgegliedert, erneut seit 2014 aus Munizipalität (Angabe 1939 und 2002 mit und ohne Stadt).

Die größten Ortschaften der Munizipalität sind mit jeweils über 2500 Einwohnern die Dörfer Cheltubani, Chidistawi, Karaleti und Schindissi (2014).
Die Munizipalität gliedert sich im georgisch kontrollierten Teil in 22 Gemeinden (georgisch temi, თემი beziehungsweise bei nur einer Ortschaft einfach „Dorf“, georgisch sopeli, სოფელი) mit insgesamt 136 Ortschaften, davon 21 ohne ständige Einwohner, überwiegend im schwer zugänglichen Südteil der Munizipalität, im Trialeti-Gebirge:
| Gemeinde        | Anzahl Ortschaften | Einwohner (2014) |
| --------------- | ------------------ | ---------------- |
| Achalubani      | 8                  | 3572             |
| Ateni           | 16 1               | 3070             |
| Berbuki         | 6                  | 7414             |
| Boschuri        | 13 2               | 613              |
| Chidistawi      | 1                  | 3539             |
| Dizi            | 3                  | 2093             |
| Dsewera         | 4                  | 3654             |
| Karaleti        | 4                  | 8406             |
| Kwachwreli      | 4 3                | 2744             |
| Medschwrischewi | 6                  | 6503             |
| Mereti          | 6                  | 2702             |
| Mghebriani      | 11 4               | 6                |
| Nikosi          | 3                  | 1845             |
| Saqawre         | 9 5                | 19               |
| Schawschwebi    | 8                  | 2813             |
| Schindissi      | 4                  | 5194             |
| Seghduleti      | 7                  | 4028             |
| Skra            | 6                  | 2350             |
| Tinischidi      | 3                  | 2887             |
| Tirdsnissi      | 5                  | 3833             |
| Tqwiawi         | 4                  | 5323             |
| Wariani         | 5                  | 4941             |

## Sehenswürdigkeiten
In der Munizipalität Gori befinden sich bekannte Baudenkmäler wie die Sioni-Kirche im Dorf Ateni und die Festungs- und Höhlenstadt Uplisziche.